# Afon Morlais

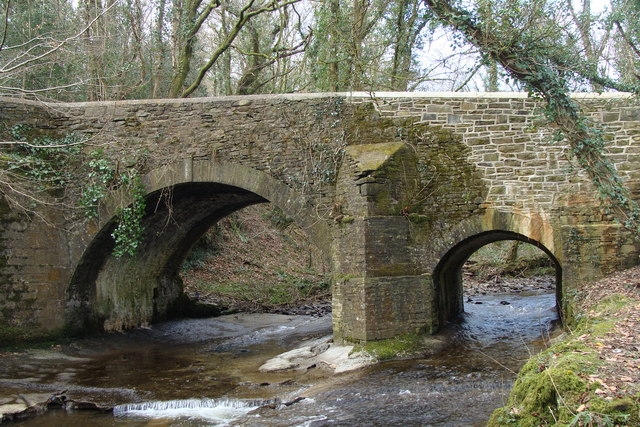
Uma ponte sob o Afon Morlais.

O Afon Morlais é um pequeno riacho no sul de Gales, sendo afluente do Rio Loughor.
Nasce na vila de Cross Hands fluindo para o sul através de Tumble; vai a sudeste através de um vale arborizado rural, passando por Llangennech e, em seguida, faz a sua confluência com o rio Loughor. Uma estrada secundária de Cil Ddewi para Blaenhiraeth atravessa o rio.